# نهر أتاباسكا
نهر اتاباسكا (French: rivière Athabasca; English: Athabasca River) هو تاسع أطول نهر في كندا ويبلغ طوله 1,231 كلم ينبع من أنهار كولومبيا الثلجية من حقول الثلج في محمية جاسبر الوطنية في البرتا، كندا. تقع شلالات أتاباسكا المهيبة على بعد 30 كلم من مدينة جاسبر. معدل منسوبه السنوي قرب فورت ماكمراي هو 633 متر مكعب في الثانية من المياه بينما أعلى نسبة يومية هي 1200 متر مكعب في الثانية.

## التسمية
تأتي التسمية من كلمة (aðapaskāw) في لغة الكري الغابية وتعني «حيث توجد الأعشاب واحدة بعد الأخرى» وعلى الأرجح بسبب كثرة الأعشاب على ضفافه.

## تاريخ
كانت قبائل السيكاني الشوسواب الكوتيناي والساليشوالستوني الكري تصطاد الأسماك والحيوانات على ضفاف النهر قبل وصول الأوروبيين واستيطانهم على مجراه. وفي عام 1811م، استكشف مجراه المستكشف دايفيد تومسون وصاحبه توماس الإركوازي. وفي عام 1862م، استعملت مناطق ينابيع اتاباسكا ممرا للباحثين عن الذهب في كاريبو.

## مجراه
ينبع نهر أتاباسكا من مؤخرة نهر كولومبيا الثلجي بين جبل كولومبيا، القوس الثلج وسلسلة جبال السير ونستون تشرشل في محمية جاسبر الوطنية على علو 1600 متر.
يمر النهر بحقول ثلجية ومضائق مما ينعش الحياة البرية على ضفافه. لذا انشئت المحميات للمحافظة على بيئاته ومظره الطبيعي. ومن هذه الحميات: محمية جاسبر الوطنية، محمية ساندانس المحلية، محمية كارسون بيكاسوس، محمية بحيرة اوبد، ومحمية وليم سويتزر. كما يمر على أطراف محمية وودبافالو الوطنية حيث سرعته القوية تمنع الملاحة عليه. وبعد رحلة 1,231 كلم يصب في دلتا بيس-اتاباسكا بالقرب من بحيرة اتاباسكا جنوب قرية فورت تشيبواين ومحمية وودبافالو الوطنية.
نشأت على ضفافه العديد من المناطق السكنية ومن أهمها: جاسبر، هينتون، وايتكورت، أتاباسكا وفورت ماكموراي.

## مجموعة صور

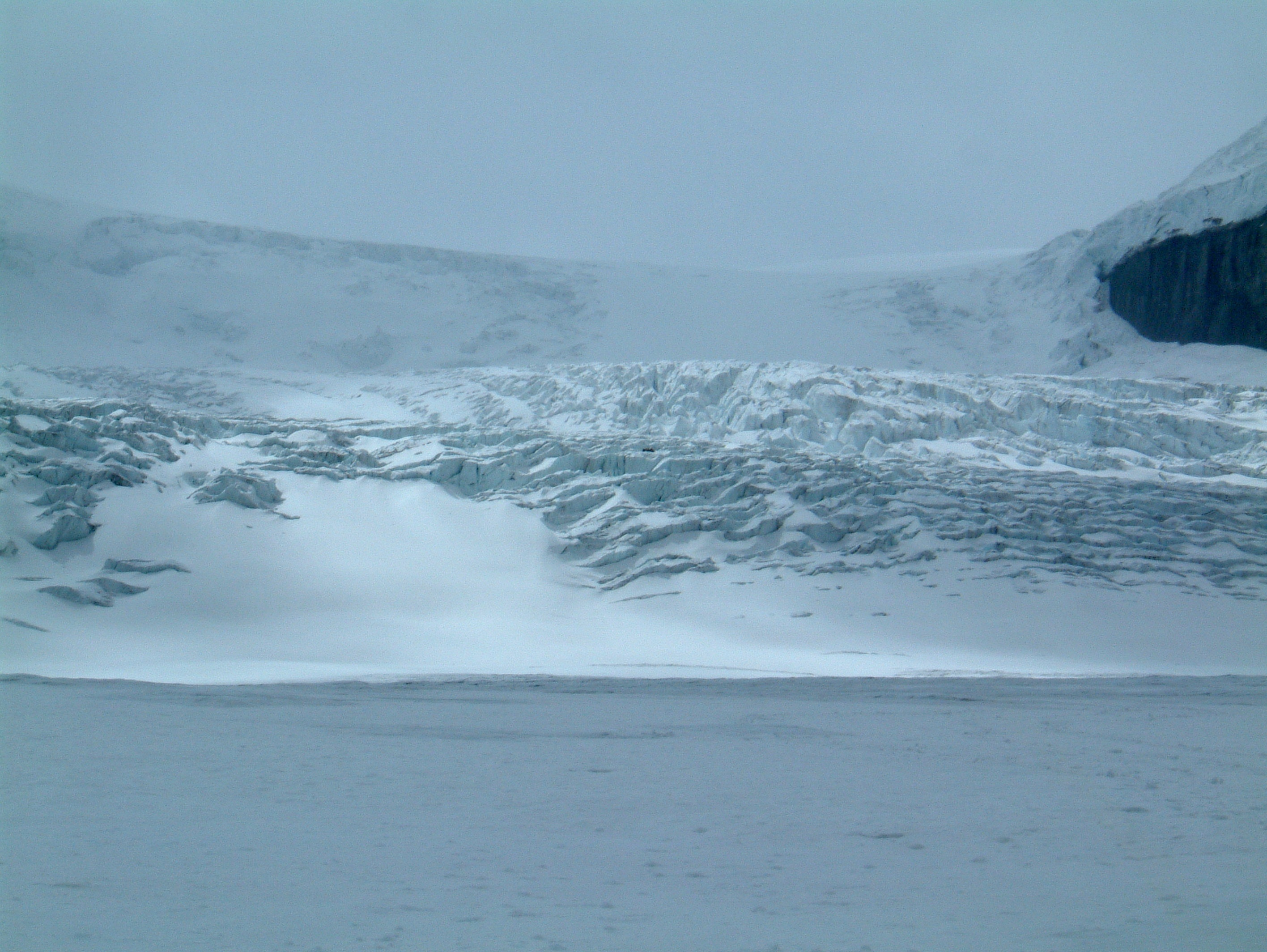
منظر لوادي اتاباسكا من أنهار كولومبيا الثلجية
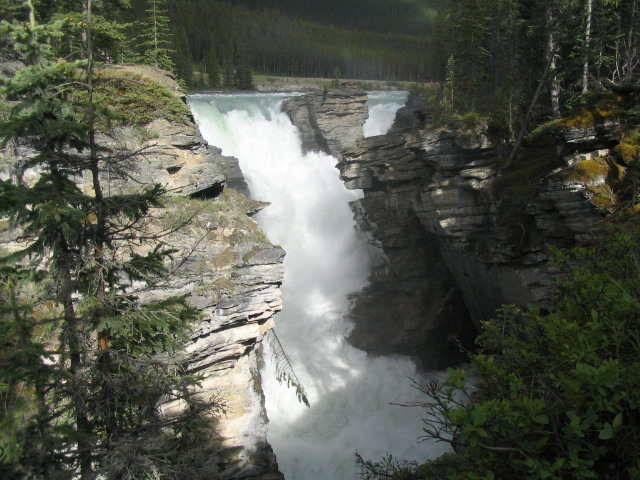
شلالات أتاباسكا
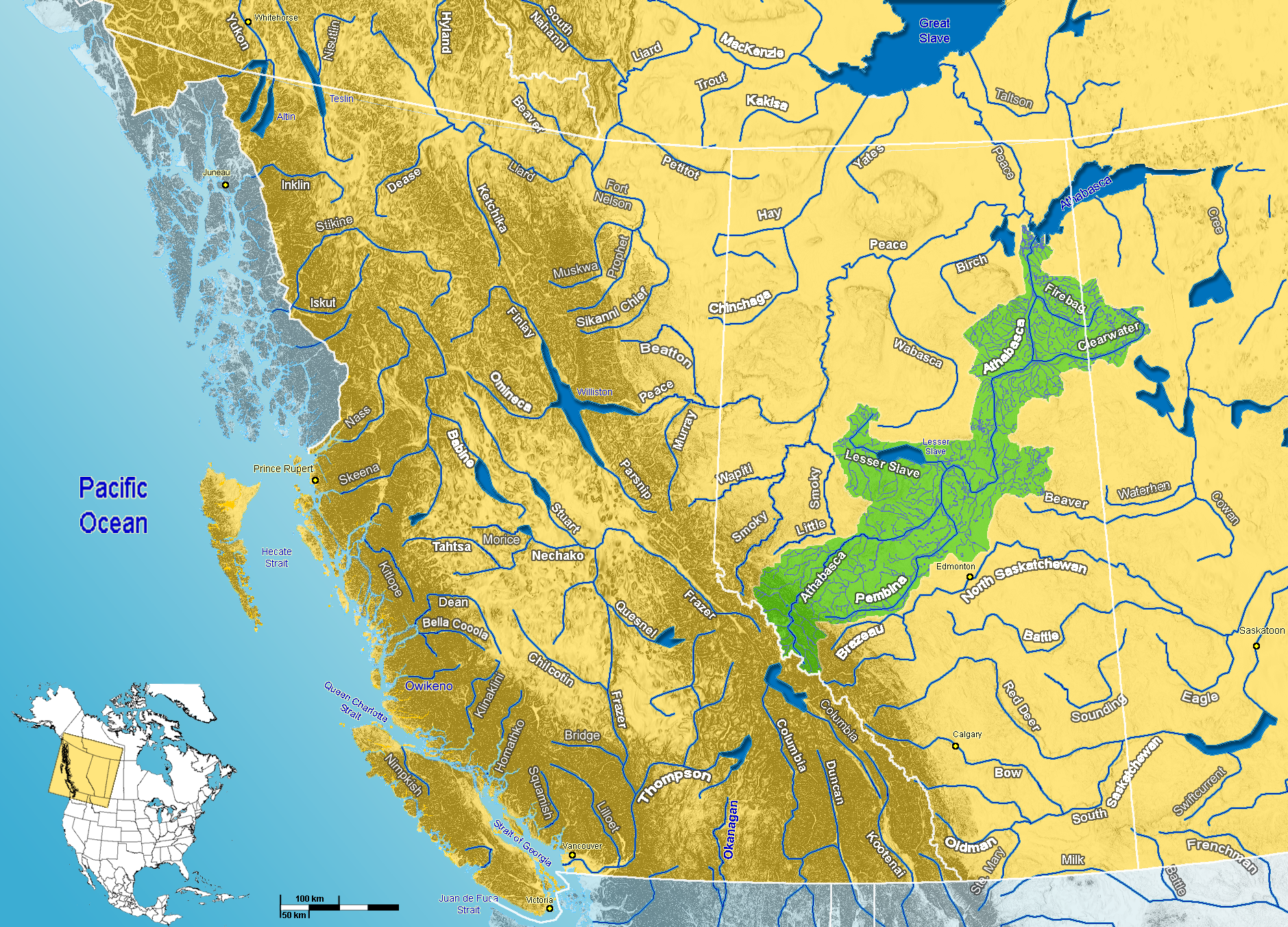
خريطة مجرى نهر أتاباسكا
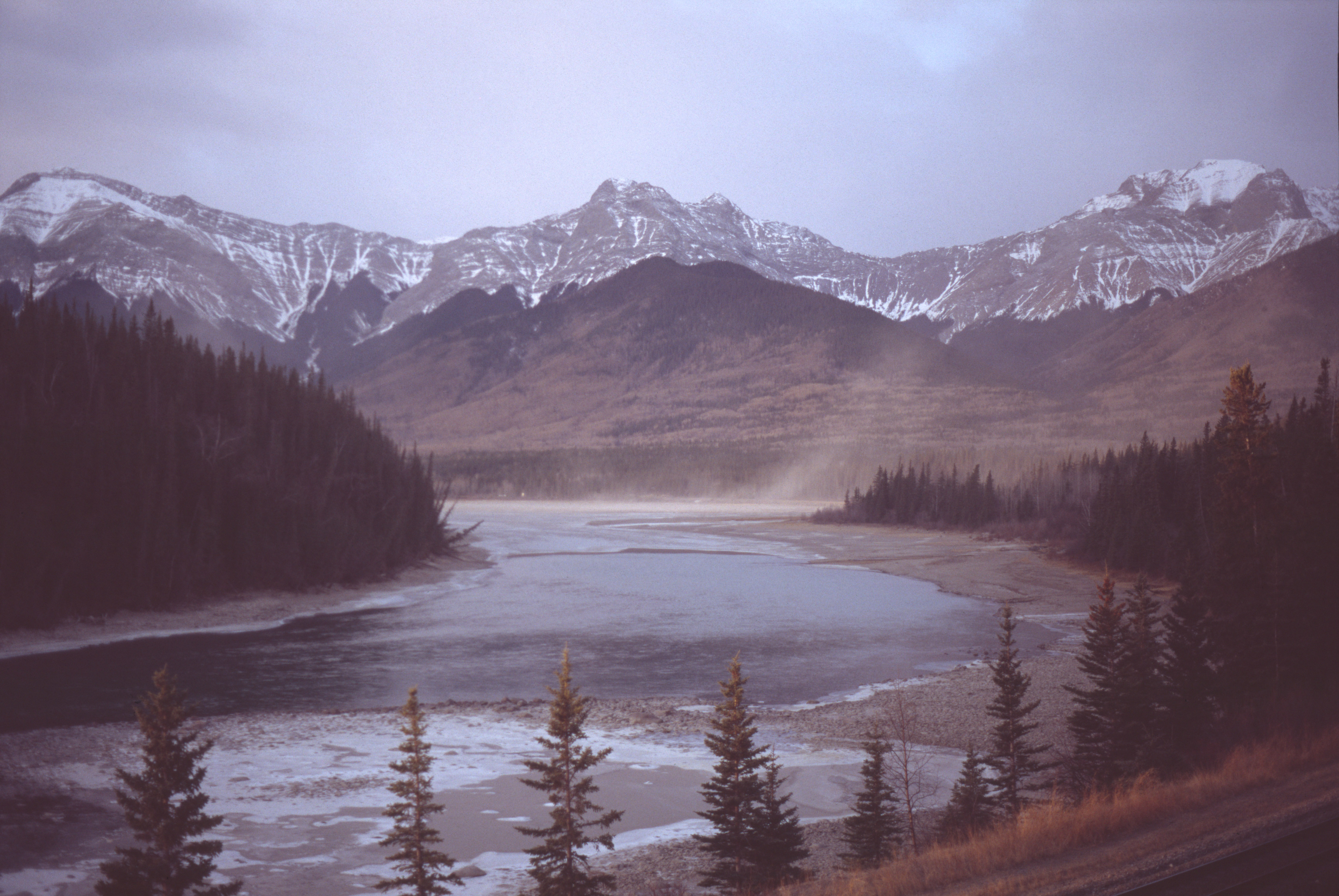
اتاباسكا في مصب بحيرة برول